# Eleição municipal de Maringá em 2016
A eleição municipal de Maringá em 2016 aconteceu no dia 2 de outubro daquele ano para eleger o prefeito, o vice-prefeito e vereadores no município de Maringá situado no Estado do Paraná, Brasil. 

## Candidatos a prefeito de Maringá -  1º turno
|    | Candidato(a)        | Vice            |        | Partido | Coligação |
| -- | ------------------- | --------------- | ------ | ------- | --- |
| 1º | Silvio Barros       | Akemi Nishimori | 39.69% | PP      | Mudança que dá certo (PP / PRB / PMDB / PSDB / PHS / PTB / PR / PPS / PTC / PRTB / PMN / PSDC / PSL / SD / PRP) |
| 2º | Ulisses Maia        | Edson Scabora   | 28.87% | PDT     | Inovação e transparência (PDT / PV / PEN / PPL )                                                                |
| 3º | Wilson Quinteiro    | Favoto          | 21.86% | PSB     | Tá na hora de mudar (PSB / DEM / PSC / PSD)                                                                     |
| 4º | Humberto Henrique   | Ana Lucia       | 7.18%  | PT      | Pra mudar de verdade (PT / PTN / PROS / PC do B)                                                                |
| 5º | Flavio Vicente      | Aline Casado    | 1.91%  | REDE    | REDE (Rede Sustentabilidade)                                                                                    |
| 6º | Investigador Nilson | Bombeiro Nonato | 0.21%  | PSOL    | PSOL (Partido Socialismo e Liberdade)                                                                           |
| 7º | Priscila Guedes     | Phill Natal     | 0.15%  | PSTU    | PSTU (Partido Socialista dos Trabalhadores Unificado)                                                           |
| 8º | Herculano Ferreira  | Clovis Pontes   | 0.13%  | PT do B | Maringá de cara nova (PT do B / PMB)                                                                            |

No dia 30 de outubro de 2016, no segundo turno, foi eleito com 58,88% dos votos válidos o novo prefeito da cidade de Maringá Ulisses Maia. 
|    | Candidato(a)           | Vice                   |         | 2º Turno 30 de outubro de 2016 | 2º Turno 30 de outubro de 2016 |
|    | Candidato(a)           | Vice                   | Partido | Votação                        | Votação                        |
|    |                        |                        |         | Total                          | Porcentagem                    |
| -- | ---------------------- | ---------------------- | ------- | ------------------------------ | ------------------------------ |
| 1º | Ulisses Maia           | Edson Scabora          | PDT     | 118,635                        | 58.88%                         |
| 2º | Silvio Barros          | Akemi Nishimori        | PP      | 82,868                         | 41.12%                         |
|    | Total de votos válidos | Total de votos válidos |         | 201,503                        | 95,77%                         |
|    | Votos em branco        | Votos em branco        |         | 2,931                          | 1,39%                          |
|    | Votos nulos            | Votos nulos            |         | 5,967                          | 2,84%                          |
|    | Total                  | Total                  |         | 210,401                        | 100%                           |
|    | Abstenções             | Abstenções             |         | 51.315                         | 19,61%                         |
|    | Total de eleitores     | Total de eleitores     |         | 261 717                        | 100%                           |

## Antecedentes
Na eleição municipal de Maringá em 2012, Pupin, do PP e seu vice Claudio Ferdinandi foram eleitos no segundo turno com 53,00% dos votos válidos(104.482 votos). Os outros candidatos que não foram eleitos em Maringá eram Enio Verri do PT, e Vice Sidnei Telles do PSC na coligação Maringá de toda a nossa Gente. 

## Eleitorado
Em 2016, a projeção era de 261.717 eleitorado, sendo que 261.255 com biometria e apenas 462 sem biometria na cidade de Maringá que é um município brasileiro do estado do Paraná, sendo uma cidade média-grande planejada e de urbanização recente e a terceira maior do estado e a sétima mais populosa da região sul do Brasil. 
o cenário era formado por 119.383 eleitores homens (45,61%) e 142.334 mulheres (54,38%). 

## Distribuição por Sexo e Faixa Etária
| Abrangência | Faixa Etária       | Homens | %       | Mulheres | %       | Não informado | %      | Total  |
| ----------- | ------------------ | ------ | ------- | -------- | ------- | ------------- | ------ | ------ |
| Maringá     | Superior a 79 anos | 2.432  | 42,6667 | 3.268    | 57,3333 | 0             | 0,0000 | 5.700  |
| Maringá     | 75 a 79 anos       | 2.719  | 44,0538 | 3.453    | 55,9462 | 0             | 0,0000 | 6.172  |
| Maringá     | 70 a 74 anos       | 4.242  | 44,4841 | 5.294    | 55,5159 | 0             | 0,0000 | 9.536  |
| Maringá     | 65 a 69 anos       | 6.014  | 43,4004 | 7.843    | 56,5996 | 0             | 0,0000 | 13.857 |
| Maringá     | 60 a 64 anos       | 7.865  | 44,1234 | 9.960    | 55,8766 | 0             | 0,0000 | 17.825 |
| Maringá     | 55 a 59 anos       | 9.211  | 43,7349 | 11.850   | 56,2651 | 0             | 0,0000 | 21.061 |
| Maringá     | 50 a 54 anos       | 11.087 | 44,8376 | 13.640   | 55,1624 | 0             | 0,0000 | 24.727 |
| Maringá     | 45 a 49 anos       | 10.944 | 44,1024 | 13.871   | 55,8976 | 0             | 0,0000 | 24.815 |
| Maringá     | 40 a 44 anos       | 10.641 | 45,3001 | 12.849   | 54,6999 | 0             | 0,0000 | 23.490 |
| Maringá     | 35 a 39 anos       | 11.961 | 46,2440 | 13.904   | 53,7560 | 0             | 0,0000 | 25.865 |
| Maringá     | 30 a 34 anos       | 12.663 | 46,7856 | 14.403   | 53,2144 | 0             | 0,0000 | 27.066 |
| Maringá     | 25 a 29 anos       | 13.022 | 47,4978 | 14.394   | 52,5022 | 0             | 0,0000 | 27.416 |
| Maringá     | 21 a 24 anos       | 10.034 | 48,4828 | 10.662   | 51,5172 | 0             | 0,0000 | 20.696 |
| Maringá     | 20 anos            | 2.345  | 48,4905 | 2.491    | 51,5095 | 0             | 0,0000 | 4.836  |
| Maringá     | 19 anos            | 1.969  | 48,7618 | 2.069    | 51,2382 | 0             | 0,0000 | 4.038  |

## Vereadores 2016
em 2016 Maringá elegeu seus vereadores nas 15 vagas disponíveis , ficando  nessa lista os 15 vereadores mais votados.
|     | Vereador(a)         | Numero | Partido | %     | Votos |
| --- | ------------------- | ------ | ------- | ----- | ----- |
| 1º  | Homero Marchese     | 43123  | PV      | 3,47% | 6,573 |
| 2º  | Flavio Mantovani    | 23001  | PPS     | 3,15% | 5,971 |
| 3º  | Bravin              | 11900  | PP      | 2,58% | 4,892 |
| 4º  | Do Carmo            | 22222  | PR      | 2,21% | 4,180 |
| 5º  | Mario Hossokawa     | 11789  | PP      | 1,98% | 3,746 |
| 6º  | Alex Chaves         | 31321  | PHS     | 1,71% | 3,240 |
| 7º  | Mario Verri         | 13300  | PT      | 1,59% | 3,005 |
| 8º  | Odair Fogueteiro    | 31789  | PHS     | 1,54% | 2,914 |
| 9º  | Chico Caiana        | 14700  | PTB     | 1,50% | 2,838 |
| 10º | Sidnei Telles       | 55123  | PSD     | 1,48% | 2,807 |
| 11º | Carlos Mariucci     | 13313  | PT      | 1,44% | 2,717 |
| 12º | Altamir da Loterica | 55300  | PSD     | 1,40% | 2,648 |
| 13º | Jean Marques        | 43043  | PV      | 1,33% | 2,525 |
| 14º | William Gentil      | 14800  | PTB     | 1,33% | 2,516 |
| 15º | Onivaldo Barris     | 31222  | PHS     | 1,08% | 2,046 |